# Kanton Tremblay-en-France
Kanton Tremblay-en-France is een kanton van het Franse departement Seine-Saint-Denis. Kanton Tremblay-en-France maakt deel uit van het arrondissement Le Raincy en telde 74 826 inwoners in 2017.

## Gemeenten
Het kanton Tremblay-en-France omvatte tot 2014 enkel de gemeente Tremblay-en-France.
Bij de herindeling van de kantons door het decreet van 21 februari 2014, met uitwerking op 22 maart 2015, werd het kanton uitgebreid met de gemeenten van het op dat moment opgeheven kanton Montfermeil. Het omvat sindsdien de gemeenten :
- Coubron
- Montfermeil
- Tremblay-en-France
- Vaujours